# Liga Catalana de Fútbol Americano 2020-21
La Liga Catalana de Fútbol Americano 2020-21 fue la trigésimo tercera temporada de la Liga Catalana de Fútbol Americano, la competición de fútbol americano de segundo nivel más importante de España. El mejor equipo puede optar a una ascenso a la LNFA 2022.

## Equipos participantes
| Equipo                    | Localidad |
| ------------------------- | --------- |
| Barcelona Uroloki         | Barcelona |
| Terrassa Reds             | Tarrasa   |
| Barcelona Pagesos         | Barcelona |
| Argentona Bocs            | Argentona |
| Castell-Platja d Aro Ducs |           |
| Riudoms Rebels            | Riudoms   |
| Barcelona Bufals          | Barcelona |
| Reus Imperials            | Reus      |